# جويل غراهام
جويل غراهام (بالإنجليزية: Joel Graham)‏ هو كاتب أغاني بريطاني، ولد في 10 فبراير 1977.

## وصلات خارجية
- الموقع الرسمي